# 浅岸站
浅岸站（日语：／ Asagishi eki */?）曾經是一個位於岩手縣盛岡市新庄字中津川，屬於東日本旅客鐵道（JR東日本）山田線的鐵路車站（廢站）。停靠列車1日只有1班來回。2012年度冬季起相鄰的大志田站進行冬季休業。
2015年12月11日，JR東日本盛岡支社宣佈將廢止大志田與淺岸兩站。2016年3月26日，大志田與淺岸正式廢站。

## 車站結構

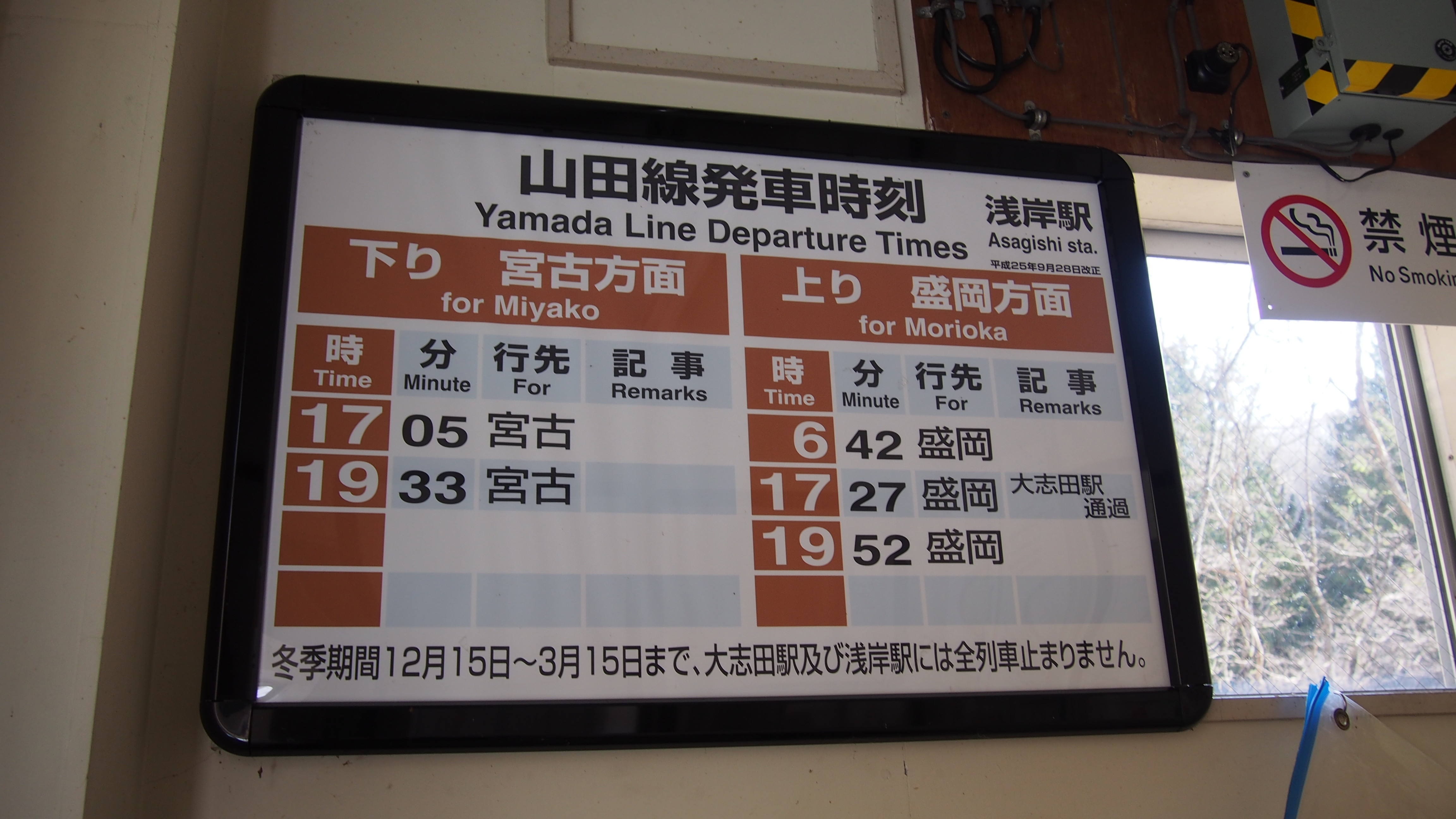
廢站前的列車靠站時間表 (2013年)

側式月台1面1線的地面車站，無人站（盛岡站管理）。

## 相鄰車站
東日本旅客鐵道
■山田線（車站廢除時） 
快速「谷灣」
通過
普通
大志田－淺岸－區界